# 津田弥太郎
津田 弥太郎（つだ やたろう、1952年5月5日 - ）は、日本の政治家。元参議院議員（2期）で、参議院厚生労働委員長、厚生労働大臣政務官（野田内閣・野田改造内閣・野田2次改造内閣）などを務めた。

## 略歴
岐阜県大野郡生まれ。岐阜県立斐太高等学校、神奈川大学法学部卒業後、ゼンキン連合（現・JAM）に入局し、本部副書記長を経て、2004年の第20回参議院議員通常選挙で比例区から初当選。2010年7月の第22回参議院議員通常選挙で再選。労組専従からの典型的な連合組織内候補であった。
2015年1月に行われた民主党代表選挙では、元幹事長・細野豪志の推薦人に名を連ねた。
2016年の第24回参議院議員通常選挙には出馬せず、任期限りで政界を引退。後継としてJAM副会長の藤川慎一が立候補し112,995票（立候補者22人中第13位）を集めたが、当選圏に届かず落選した。
2022年、旭日重光章受章。

## 政策・主張
- 選択的夫婦別姓制度に賛成[3]。

## 人物
平和安全法制特別委員会騒動
2015年9月17日、参院平和安全法制特別委員会での平和安全法制採決時に、大混乱となった委員長席周辺から離れた場所に立っていた自民党の大沼瑞穂をイスまで引きずり、イスに座った津田の膝の上に乗せた後、横に投げ飛ばした際に右手の薬指と小指を負傷させられた。大沼議員は号泣した。これに対して谷垣禎一自民党幹事長は懲罰動議の検討を表明した。
9月19日、産経新聞の取材に対し、津田は「関係ない」との発言を繰り返し、記者のICレコーダーを見て「余計なもの出すな」と述べ、取材を拒否した。
9月24日、榛葉賀津也参院国対委員長とともに大沼と面会し謝罪。大沼によれば、榛葉は誠実に謝ったが、津田は「引き倒したのは遺憾である」などと短く述べるだけで正面から謝罪はしなかったため、誠意が感じられず個人的には受け入れられないとしている。

## 所属団体・議員連盟
- 在日韓国人をはじめとする永住外国人住民の法的地位向上を推進する議員連盟